# Eden's Bowy
Eden's Bowy (ou Edens Bowy) est un manga et une série d'animé de 26 épisodes, au thème d'heroic-fantasy.

## Synopsis
Jorrne, un jeune garçon paysan, coule des jours heureux dans sa ferme avec son père. Parfois, il se souvient de sa mère qui parlait des Dieux qui dominaient les humains avec dureté, ce qui donnait lieu à la naissance de Chasseurs de Dieux pour protéger les peuples, jusqu'à ce qu'ils soit établis dans l'Éden.
Au marché, Jorrne aperçoit une très jolie et mignonne petite fille aux oreilles pointues (ressemblant à un elfe). Il en tombe immédiatement amoureux mais n'arrive pas à la revoir.
Un jour, un homme et une femme mystérieux arrivent dans sa ferme, assassinent son père et mettent le feu à l'habitation. Jorrne ne fait pas le poids face à ces deux mercenaires, mais il se fait sauver au dernier instant par la petite fille d'avant, qui se transforme en femme adulte pour les repousser. Elle laisse à Jorrne une grande épée.
Jorrne est désormais seul, et se fait recueillir par un guerrier errant d'âge mur, qui connait son secret et l'emmène dans une quête.

## Personnages
- Jorrne: jeune garçon paysan qui se voit emporté dans une aventure malgré lui, où il découvrira sa destinée de Chasseur de Dieux.
- Elisiss: jolie et gentille petite fille aux oreilles pointues, elle a de l'affection pour Jorrne. Elle peut se transformer en femme adulte appelée Sieda.
- Ulgardyne: guerrier d'âge mûr, il fait venir Jorrne avec lui.
- Spike Randit: autre Chasseur de Dieux, il semble être un alter ego plus sombre que Jorrne.
- Miss Nyako: femme-chat mégalomane qui gouverne la cité de Yuneas, elle veut s'emparer du pouvoir de Jorrne.
- Goldo et Vilogg: deux hommes-robots qui sont les sbires de Miss Nyako. Ils ont un très mauvais sens de l'orientation et servent surtout comme éléments comiques.
- Konyako: la nièce de Miss Nyako, qui n'aime pas les plans de sa tante.
- Denilmo: femme ailée aux oreilles pointues que Spike avait connu dans le temps, elle semble être un alter ego de Elisiss.